# Слизень
Сли́зень (слизня́к) — общеупотребительное название ряда наземных брюхоногих моллюсков, которые в ходе эволюционного развития претерпели редукцию или полную утрату раковины. Слизни противопоставляются брюхоногим с хорошо развитой раковиной (улиткам). Форма слизня независимо возникала в нескольких группах водных и наземных брюхоногих моллюсков, поэтому совокупность всех видов рассматривают не как таксон, а как экологическую форму. Слизней, сохранивших рудиментарную раковину, называют полуслизнями (англ. semislug).
Предполагают, что редукция и последующая утрата раковины имела экологические предпосылки и происходила, например, при переходе к обитанию в плотных зарослях водных растений или лесной подстилке. Согласно другой гипотезе, причиной стал дефицит необходимого для постройки раковины кальция в регионах, где формировались группы, в которых возникла форма слизня. Важным следствием слабого развития или отсутствия раковины оказывается неспособность изолироваться от окружающей среды при нападении хищника или наступлении неблагоприятных (например, засушливых) условий.
Некоторые наземные слизни — вредители, способные наносить серьёзный вред сельскому хозяйству.

## Наземные слизни

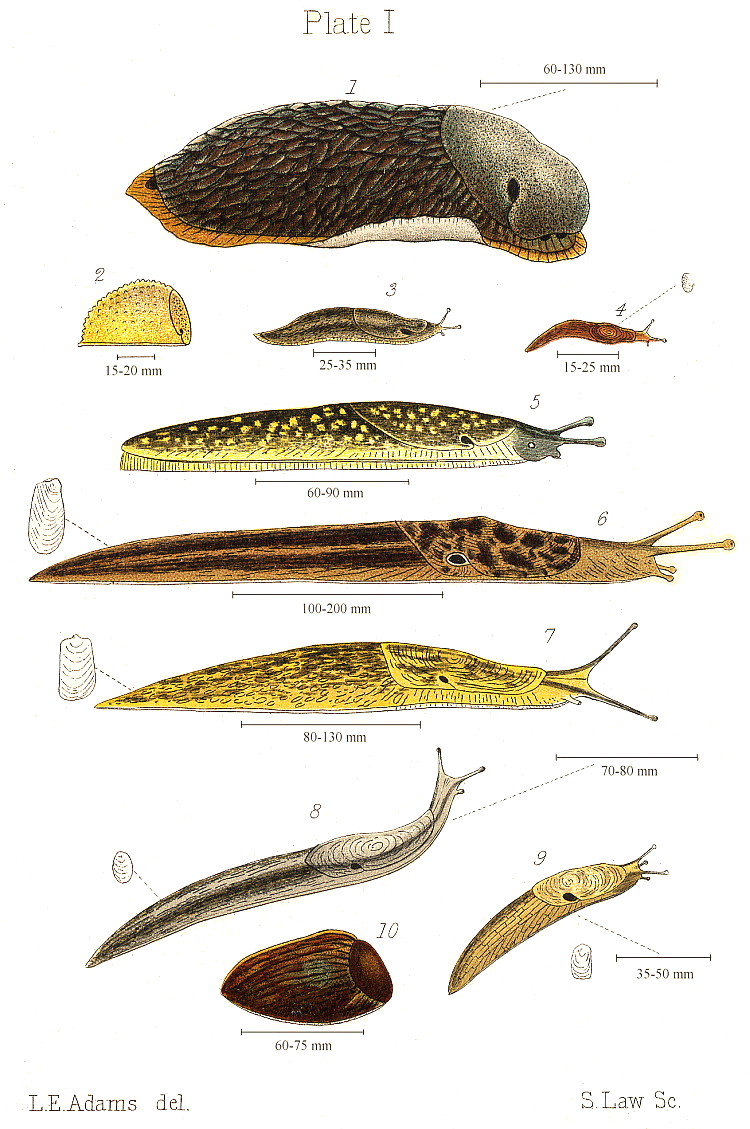
Разные виды британских слизняков

Большинство наземных слизней относится к лёгочным улиткам из группы стебельчатоглазых (Stylommatophora), среди которых, впрочем, достаточно много видов с развитой раковиной (улиток). Следует различать слизней как экологическую группу, жизненную форму брюхоногих моллюсков без выраженной раковины и представителей семейства слизней Limacidae, строгой биотаксономической единицы.

### Строение

Схема строения слизня Deroceras agreste
1 — нотум, 2 — мантия, 3 — глазные щупальца,
4 — тактильные щупальца, 5 — лёгочное отверстие,
6 — нога, 7 — край ноги

Тело наземных слизней довольно сильно вытянуто в длину, но способно изменять форму за счёт мышечных сокращений. Внешне слизни обладают двусторонней симметрией. Её нарушает лишь располагающееся справа непарное лёгочное отверстие. Кожный эпителий выделяет большое количество слизи, которая препятствует высыханию покровов, способствует лучшему скольжению по поверхности, а также отпугивает хищников.
Как и у других брюхоногих, в теле слизней выделяют три отдела: голову, ногу и висцеральную массу. Последняя, ввиду отсутствия раковины, образует не внутренностный мешок, а распластанный по спинной стороне ноги нотум (лат. notum — спина). На голове расположены сократимые щупальца (одна или две пары), на которых располагаются органы чувств (развитые глаза, органы тактильного и химического чувства). Позади головы на спинной стороне находится мантия с непарным лёгочным отверстием (пневмостомом), ведущим в мантийную полость, которая функционирует как лёгкое. Рядом с пневмостомом располагается анальное отверстие.
Большинство слизней сохранило рудименты раковины, которые как правило интернализированы. Этот рудиментарный орган служит для запасания солей кальция и часто находится в связке с пищеварительными желёзами. Интернализированную раковину можно обнаружить у представителей семейств Limacidae и Parmacellidae,
а у взрослых представителей Philomycidae, Onchidiidae и Veronicellidae раковины полностью отсутствуют.

## Органы чувств
Подобно улиткам, большинство сенсорных рецепторов слизней сконцентрированы вокруг головы. Нервные узлы, или ганглии, обрабатывают информацию, полученную двумя парами щупалец. Нижняя, более короткая, пара — это сенсорные щупальца, которые используются как орган обоняния, осязания и, возможно, вкуса. Верхняя, более длинная, пара — это щупальца зрения (или оптические щупальца), чувствительны к свету и запахам. Хотя слизни не могут различать цвета, они могут легко отличить свет от темноты.
Слизни имеют 100 — 5000 фоточувствительных клеток, каждая окружена многими пигментными клетками. На поверхности фоточувствительных клеток находится большое количество микроворсинок. Считается, что это — светочувствительные области этих клеток. Доли рта могут действовать как орган осязания, отличая различные поверхности. Когда слизняк теряет одно из щупалец, они отрастают вновь. Например, у представителей вида Arion ater это занимает 1-2 месяца.
От головы нервы тянутся вдоль всего тела, как к ноге, чтобы управлять передвижением, так и к пищеварительной системе.

## Слизь
Слизняки производят два вида слизи: один — жидкий и водянистый, и второй — густой и липкий. Оба гигроскопичны. Жидкая слизь распространяется от центра ноги к краям. Густая слизь разворачивается спереди назад.
Слизь очень важна для слизняков, поскольку она помогает им двигаться, и содержит волокна, которые препятствуют соскальзыванию вниз с вертикальных поверхностей. Слизь также обеспечивает защиту от хищников и помогает сохранять влажность. Некоторые разновидности используют слизистые шнуры, чтобы распластаться на земле или временно подвешиваться во время спаривания.

## Размножение

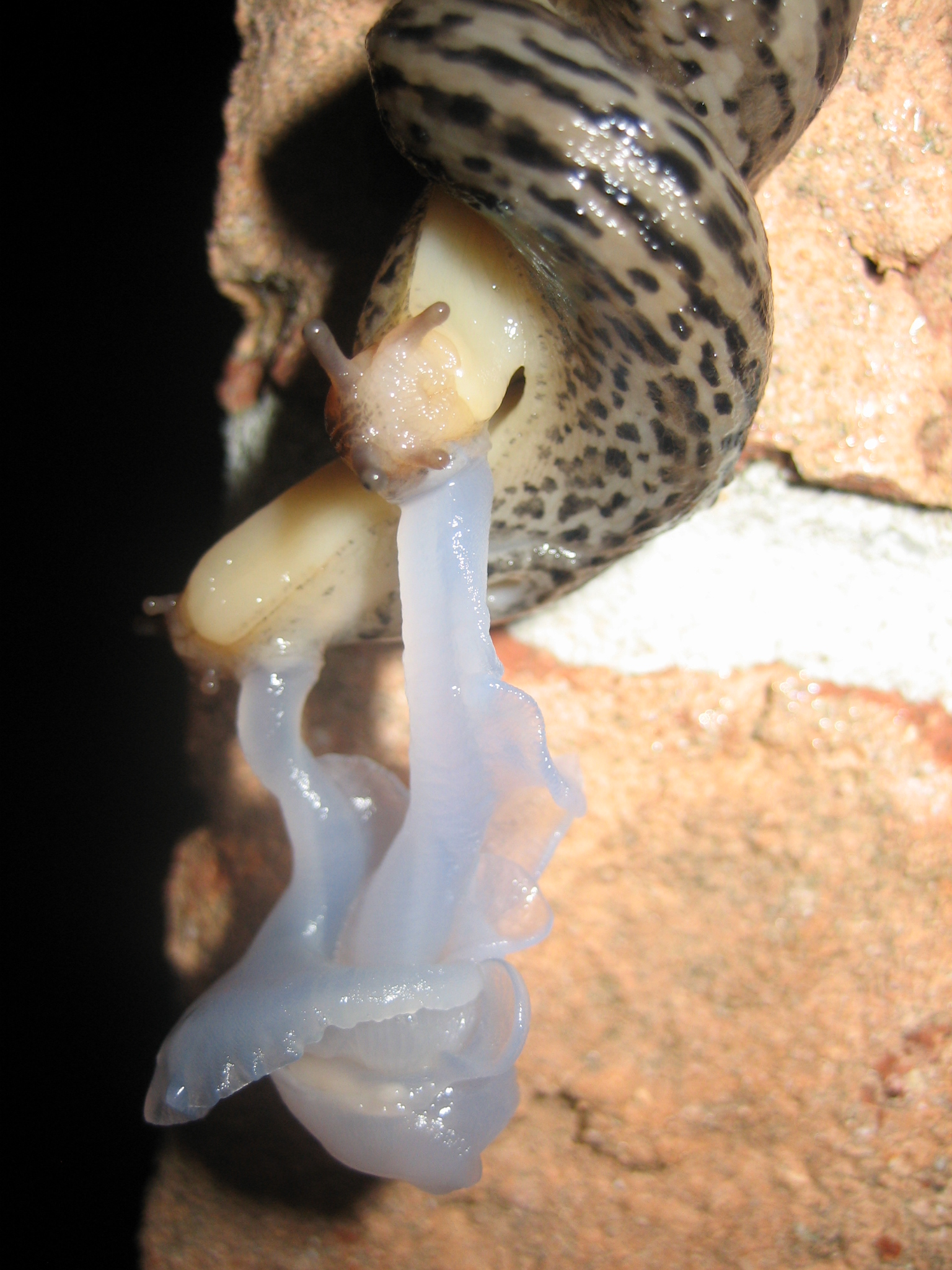
Слизни в процессе спаривания

Наземные слизни характеризуются гермафродитизмом (обычно синхронным, но иногда последовательным) и перекрёстным внутренним оплодотворением.
Каждая особь обладает как женскими, так и мужскими половыми органами. Обычно слизняк следует за слизью другого слизняка, и может даже поедать эту слизь. Затем слизняки находят друг друга и начинают кружиться вместе. При этом они выпускают гениталии. Слизняки движутся близко друг к другу и гениталии касаются партнёра. Сперма переносится в форме сперматофора. Иногда можно наблюдать картину когда в спаривании принимают участие три и даже четыре слизня. Через несколько дней слизень откладывает около 30 икринок в ямку в земле. В умеренном климате некоторые виды зимуют под землёй, у других видов взрослые особи осенью погибают.
Обычная практика среди многих слизней — апофалляция, когда один или оба слизня откусывают часть пениса. Пенис этих видов скрученный подобно штопору и часто спутывается в гениталиях партнёра в процессе обмена спермой. Апофалляция позволяет слизням разъединяться. Считается, что повреждённые гениталии отрастают, подобно «щупальцам зрения».
Некоторые разновидности слизняков могут оплодотворять друг друга через «метание» крошечных капелек спермы, которые они отправляют в направлении гениталий партнера.
Гениталии слизней — одни из самых удивительных в мире. Ariolimax dolichophallus, вид банановых слизней (dolichophallus на латыни означает «длинный пенис») имеют наибольшее соотношение длины пениса к длине тела всех животных. Рекордный экземпляр имел длину тела 15 см, с длиной пениса 81 см, что более чем в 5 раз длиннее тела.

### Питание

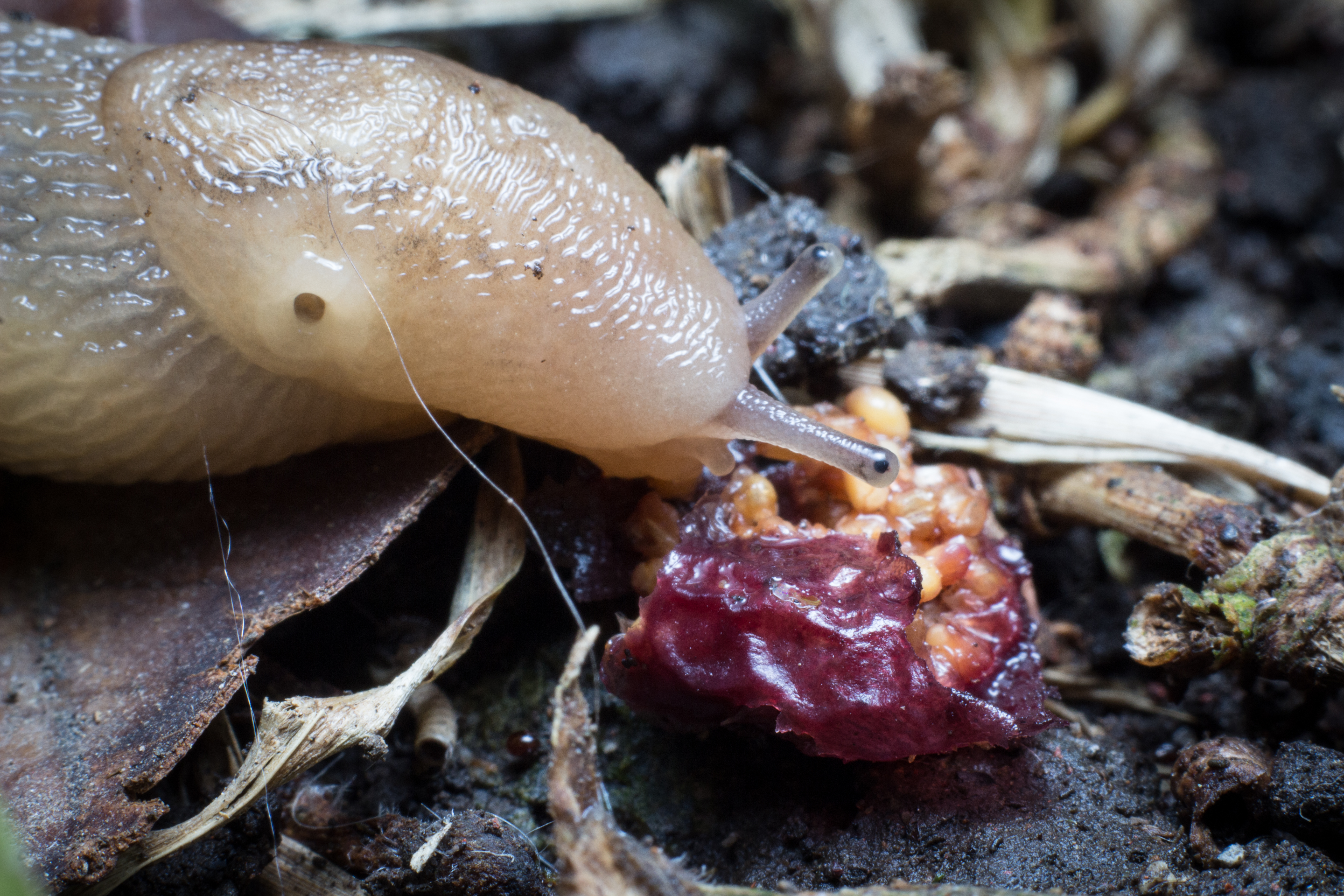
Слизень, питающийся фруктами Мехико

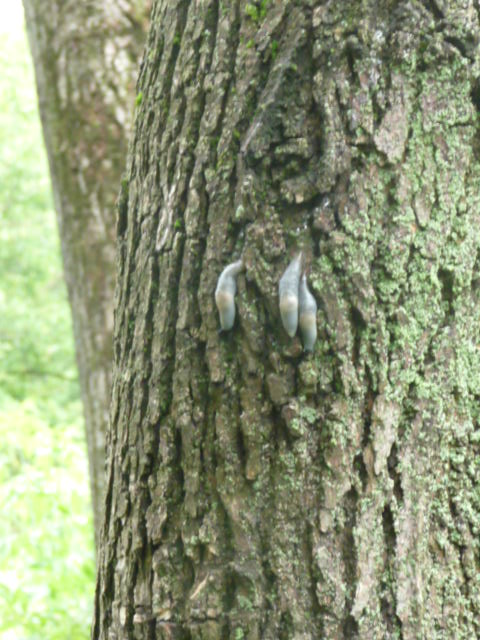
Слизни на дереве (Подмосковье)

Большинство видов слизней всеядны. Питаются любыми органическими материалами, как то: листья живых растений, мох на деревьях (на илл.), грибы и т. п.. Некоторые слизни — хищники, питаются другими слизнями и дождевыми червями.
Морской слизень Elysia chlorotica ассимилирует хлоропласты водоросли Vaucheria litorea в клетки пищеварительного тракта. Хлоропласты способны фотосинтезировать в организме слизня в течение нескольких месяцев, что позволяет слизню жить за счёт глюкозы, полученной в результате фотосинтеза. Геном слизня кодирует некоторые белки, необходимые хлоропластам для фотосинтеза.

### Экология

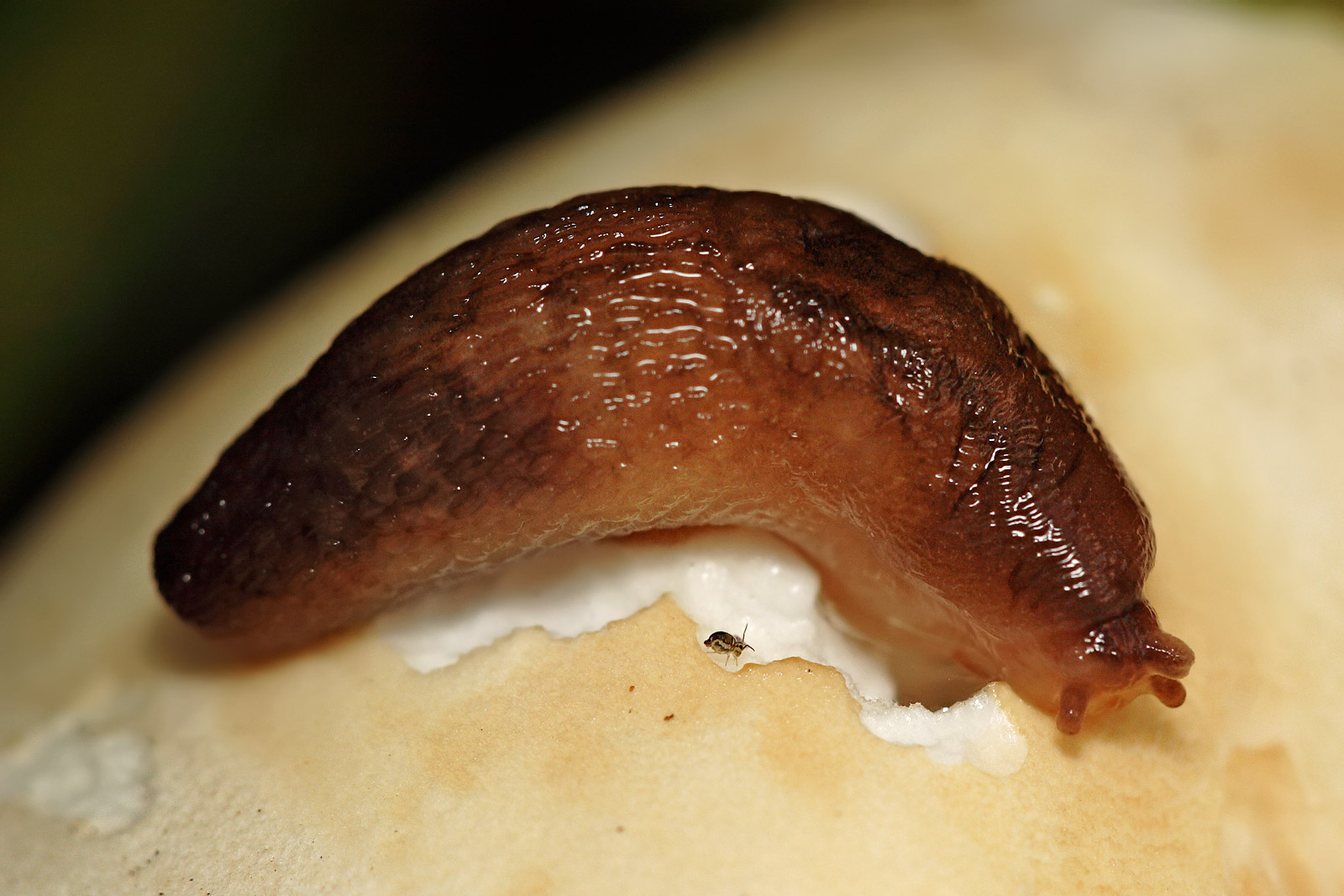
Слизень Lehmannia nyctelia, поедающий шляпочный гриб

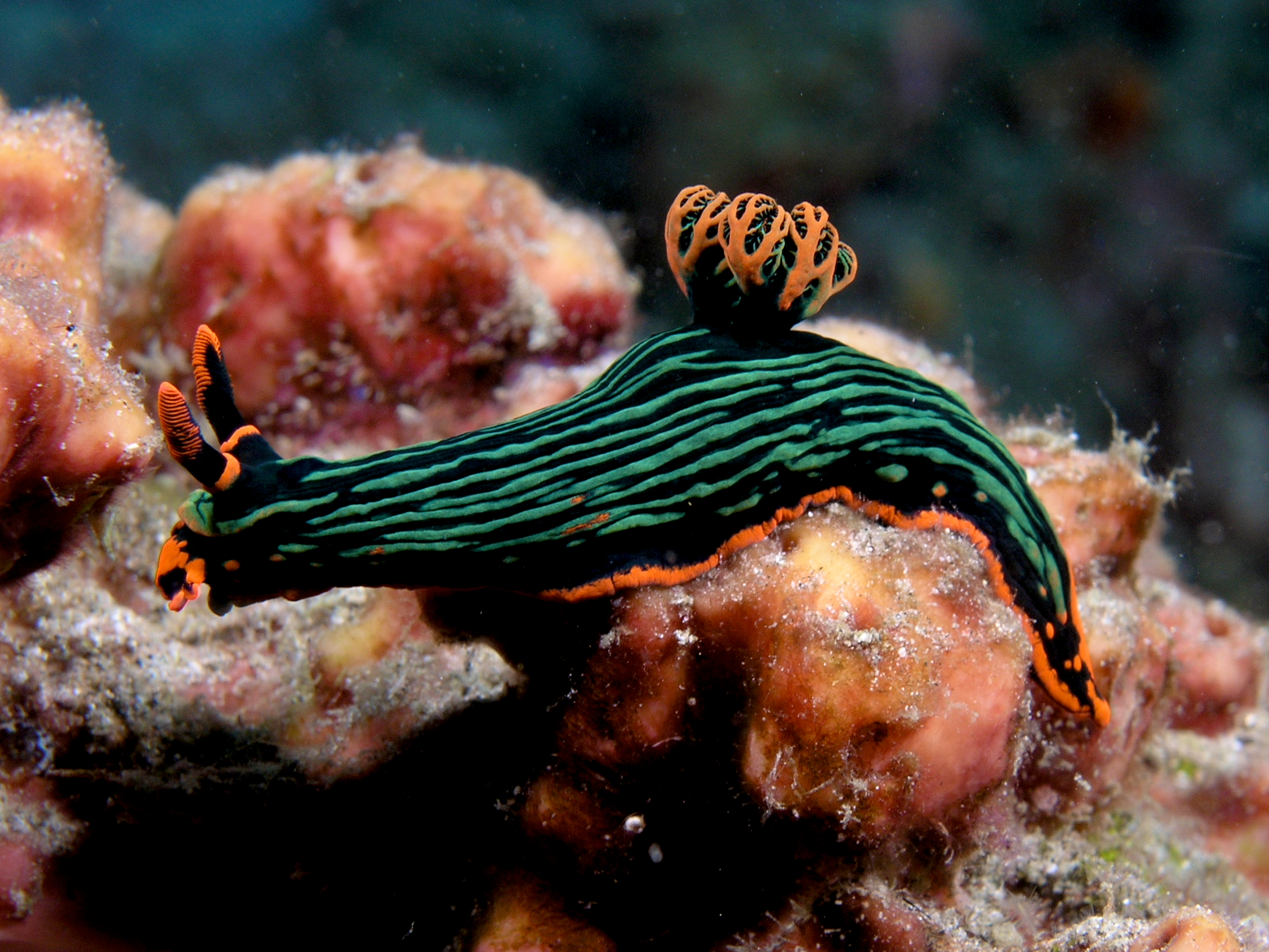
Nembrotha kubaryana

Вероятно, из-за отсутствия достаточно эффективных приспособлений, предотвращающих обезвоживание, слизни обитают лишь в увлажнённых биотопах, таких как, например, подстилка широколиственных лесов. В существующих там экосистемах они играют существенную роль, поедая опавшую листву, неодревесневшие части живых растений, а также грибы (в том числе, ядовитые для других организмов). Представители некоторых видов — хищники и некрофаги, поедающие живых почвенных беспозвоночных (например, других брюхоногих моллюсков и дождевых червей) и их трупы.
Слизни имеют довольно обширный ассортимент врагов, в том числе и хищников. Ими питаются многие позвоночные животные, однако, специфических «слизнеедов» среди них нет. Из млекопитающих слизней охотно поедают ежи, кроты, землеройки и некоторые мышевидные грызуны; из птиц — грачи, галки, скворцы и некоторые чайки, а из домашних птиц — куры и утки. Слизни также входят в пищевой рацион многих лягушек, жаб, саламандр, ящериц и змей.
Среди беспозвоночных слизнями питаются многие насекомые. Особенно их много среди жужелиц.
Слизни служат хозяевами (факультативными, промежуточными или основными) для многих паразитов. Так, в пищеварительном тракте, печени или почке некоторых слизней обнаружено несколько видов инфузорий и кокцидий.
Многие слизни являются промежуточными хозяевами ряда дигенетических сосальщиков, ленточных червей, круглых червей и т. д., которые во взрослом состоянии паразитируют на домашних и диких млекопитающих и птицах.

### Хозяйственное значение
Слизни вредят клубням и листве картофеля, белокочанной и цветной капусте, салату, различным корнеплодам (листве и выступающим из почвы участкам корнеплодов), рассаде и молодым всходам многих овощей, листьям фасоли и гороха, плодам земляники, огурцов и томатов, а также плантациям цитрусовых и винограда. Меньший вред они наносят краснокочанной капусте, петрушке, чесноку, луку, листьям созревающих огурцов и земляники.
Особенно ощутимый вред они причиняют озимой пшенице и ржи, поедая как только что высеянные зерна, так и их всходы. В меньшей степени страдают от слизней овёс и ячмень; практически они не трогают яровую пшеницу, лён и гречиху.
Переползая с одного растения на другое, слизни способствуют распространению среди сельскохозяйственных культур различных грибковых и вирусных заболеваний — пятнистость капустная, ложная мучнистая роса лимской фасоли, фитофтороз картофеля. Эти болезни могут нанести хозяйству убытки не меньшие, а нередко — бо́льшие, чем прямая вредная деятельность слизней.